# Elasmus ashmeadi
Elasmus ashmeadi är en stekelart som beskrevs av Crawford 1915. Elasmus ashmeadi ingår i släktet Elasmus och familjen finglanssteklar.
Artens utbredningsområde är:
- Filippinerna.
- Sri Lanka.

Inga underarter finns listade i Catalogue of Life.